# دومینوز پیتزا

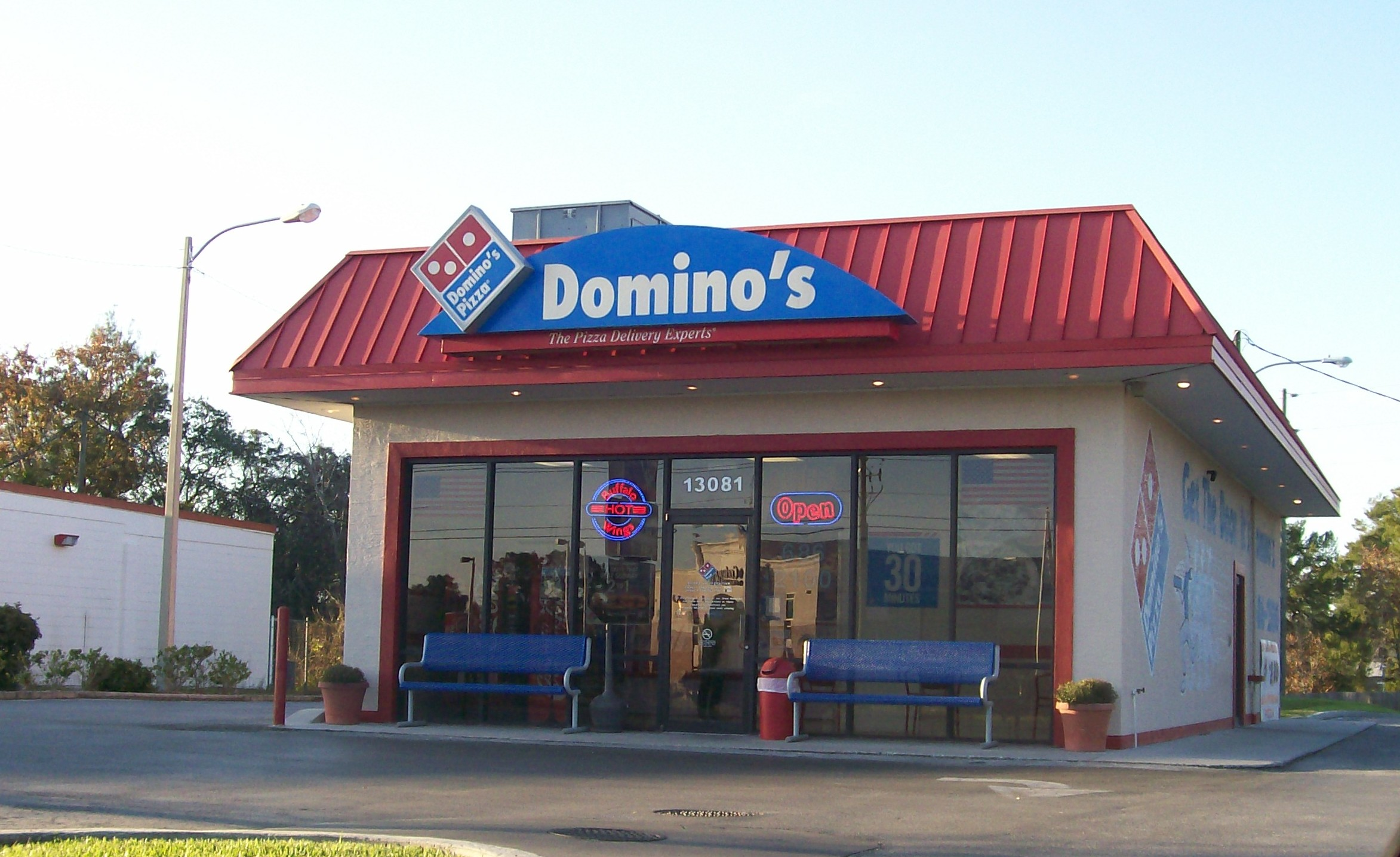
شعبه‌ای از دومینوز پیتزا، در فلوریدا

دومینوز پیتزا (به انگلیسی: Domino's Pizza) شرکت غذاخوری آمریکایی است، که در زمینه ارائه پاستا، پیتزا، دسر و ساندویچ رپ فعالیت می‌کند.
شرکت دومینوز پیتزا در سال ۱۹۶۰ توسط تام موناگهان تأسیس شد و در حال حاضر با بیش از ۱۰٫۰۰۰ شعبه در کشورهای مختلف، به‌عنوان بزرگترین پیتزافروشی زنجیره‌ای جهان شناخته می‌شود، ولی در ایالات متحده پس از پیتزا هات در رتبه دوم قرار دارد.
دفتر مرکزی این شرکت در شهر ان آربر، میشیگان، ایالات متحده آمریکا قرار دارد و بخشی از سهام آن در بازارهای بورس نیویورک و بورس لندن معامله می‌شود.